# المك نمر
المك نمر بن محمد ود نمر الجعلي السعدابي، ملك الجعليين بشندي، وهو آخر ملوك الجعليين في القرن التاسع عشر.

## نسبه
المك نمر بن المك محمد بن إدريس بن سليمان بن سالم بن بشارة بن كنبلاوي بن الفحل بن عبد السلام بن إدريس بن سليمان بن المك سعد أبو دبوس بن الملك محمد بن عدلان.
و يروي الخبير النسب كما يلي: المك نمر بن محمد بن نمر الأكبر بن عبد السلام بن إدريس التولي بن سليمان العدار بن ضياب البرنس بن الملك سعد أبو دبوس بن عبد السلام الأكبر بن عبد المعبود بن الملك عدلان بن عرمان بن ضواب بن غانمبن حميدان بن صبح أبو مرخة بن مسمار بن سرار بن حسن كردم بن أبو الديس بن قضاعة بن عبد الله حرقان بن مسروق بن أحمد بن إبراهيم جعل بن إدريس بن قيس بن يمن بن عدنان بن قصاص بن كرب بن محمد هاطل بن أحمد ياطل بن محمد ذو الكلاع بن سعد بن الفضل بن العباس بن محمد بن علي بن عبد الله بن العباس بن عبد المطلب بن هاشم.

## حياته
ينتمي المك نمر من ناحية النسب إلى قبيلة الجعليين العربية المشهورة بالسودان، أما والدته فهي من الأسرة الحاكمة في العبدلاب، أسرة ود عجيب. وقد عاش شبابه منفياً وسط البطاحين لخلاف كبير حول أحقيته بالحكم وأصبح مكا (ملك) حوالي عام 1802م رغم الاعتراف بأحقيته منذ عام 1795م. والمك نمر ملك شندي كان تابعا لسلطنة سنار، إلا أنه كان مطلق التصرف في حكم إقليمه.
وقد ذكر الرحالة بوركهارت الذي زار شندي في عهد المك نمر أن الملك قد جمع في يده كل السلطات، وأقرباؤه يحكمون القرى التابعة للإقليم، وقوام بلاطه ستة من الشرطة، وكاتب، وإمام، وخازن، وفرقة حرس جلها من الرقيق.

### الحرب مع الشايقية
اتصلت الحرب سنوات بين المك نمر وقبيلة الشايقية، وذلك قبل أن يصل المماليك إلى دنقلا، فقتل الشايقية نفرا من أقاربه وأغاروا مرات على أرضه وأملاكه، على ضفة النيل الغربية بفرق كبيرة من فرسانهم فتركوها خرابا، ثم اصطلح الشايقية معه ليفرغوا إلى قتال المماليك قتالا جديا.

### حملة محمد علي باشا على السودان
عندما جائت قوات حملة محمد علي باشا بقيادة ابنه إسماعيل كامل باشا إلى السودان، وهُزمت مملكة الشايقية، ودانت له دنقلا، وقبيلة الشايقية، والرباطاب والميرفاب بالطاعة. بعث المك نمر بابنه نائبا عنه، ومظهرا الطاعة والانقياد، ولكن الوشايات على ما يظهر بدأت تعمل عملها، فبلغ الباشا أن المك نمر لم يكن طائعا من قلبه، وأنه ما امتنع أو تجنب الحضور بنفسه إلا لأمر في نفسه، فألح إسماعيل باشا على حضور عاهل الجعليين شخصيا. فركب في جماعة من حرسه وأتباعه يلبس الطاقية ذات القرنين علامة الملك، ويحمل له أحد عبيده شمسية كبيرة تقيه حر الهاجرة، وتلقاه حرس من جند الباشا، ودخل معسكر إسماعيل باشا بهذه الهيئة، وحلف المك نمر يمين الولاء والطاعة للسلطان العثماني، وخُلع عليه، غير أنه لم يعط سيفا كملك أرقو، ونصر الدين، وشيخ العبابدة، وكان هذا علامة الحلف والاطمئنان والثقة، وفي هذا دلالة واضحة على أن إسماعيل لم يكن ليطمئن إلى عاهل دار جعل. بل إنه لم يكتفي بذلك فحسب، فعندما غادر إسماعيل باشا مدينة شندي جنوبا في طريقه إلى سنار، أخذ معه المك نمر والمك مساعد في ركابه، وأوكل بحراستهما الملك جاويش وخيالته.

### حادثة حرق إسماعيل باشا
بعد سقوط سنار عاصمة الفونج، عاد إسماعيل باشا إلى شندي، واستدعى المك مساعد والمك نمر، وأمر المك نمر بضريبة باهظة، 15,000 دولار و 6,000 من الرقيق خلال ثلاثة أيام، وعلى حسب بعض الروايات فإن الباشا طلب منهما أن يحضرا من النقود والماشية والجمال ما يقدر بنحو عشرين ألف جنيه، أو على وجه العموم مبلغا تقتصر مواردهم المحدودة على أدائه، وحين اعترض المك نمر على مطالبه، بسبب أنها مستحيلة، صفعه الباشا بغليونه على وجهه، وقد روي أنه همَّ بسحب سيفه، غير أن المك مساعد قد غمزه في يده في رواية، وفي رواية أخرى وتحدث معه بلهجة البشاريين بأن يؤجل الانتقام لفرصة أخرى. وقد دبرت المؤامرة منذ تلك اللحظة حين تغيرت سحنة نمر وأظهر القبول وتسليم المطلوب غدا، وجهزت الدلوكة لتضرب احتفاء بالباشا وأسكر القوم حتى ناموا، وأثناء السرور والانشراح وضع القصب الجاف حول مقام الباشا، وأشعلت النيران ليلا، ووقف الجعليون بسيوفهم يقضون على من يخترق النيران ويخرج إلى الفضاء، ويقال أن المماليك أظهروا إخلاصا لسيدهم وتراموا عليه، ومات بالاختناق لا بالاحتراق في ليلة 17 صفر 1239 هجرية.
هكذا تروى القصة بتفاصيلها وقد تختلف في بعض أجزائها من رواة آخرين، ولكنها في جوهرها تقول بأن الأسباب هي مطالب باهظة مصحوبة بإهانة بالغة وأن الرد كان اغتيالا دبّر وأحكم تدبيره.

### حملات الدفتردار الانتقامية وما بعد المحرقة
وقد أدت حادثة حرق إسماعيل كامل باشا ابن محمد علي باشا إلى وقوع حملات انتقامية ومجازر إبادة وحشية بحق السودانيين، حيث راح ضحيتها 30,000 من السودانيين. بعد أن ارتكب الدفتردار العديد من المجازر، وبعد أن ترك المتمة خرابا، اتجه شمال لملاقاة المك مساعد والمك نمر اللذان رحلا لمحاصرة بربر منذ أن قتل إسماعيل باشا، وحدث اللقاء معهما وهما في عدة آلاف من قومهما، واستعر قتال دارت دائرته على الجعليين بعد أن تركوا في ميدان المعركة نحو الألف قتيل، وبعد أن غرق الكثير في النهر، وبهذا انهارت تلك المقاومة الأولى وانفك الحصار عن بربر وتسنى لمحو بيك أن يتقابل مع الدفتردار في الدامر.
وبعد الاجتماع والتشاور ورسم الخطط عاد محو بك إلى مركز حكومته، واتجه الدفتردار جنوبا ليعمل السيف في بلاد الجعليين، وعندما كان قبالة توتي عبر إليها وقتل ونشر الذعر والرعب ومن أدركه منهم قضى عليه حتى وصل ود مدني. وهكذا انتهت المرحلة الانتقامية الأولى حيث رجع إلى كردفان تاركا الثوار ملتجئين بالبطانة بعد أن التحموا في معركة أخرى مع محو بك.
سمع الجعليون بقدوم السر عسكر فلجأوا إلى البطانة بالقرب أبي دليق، ووصل هو إلى بلاد الجعليين وجهز جيشا يلحق بالثوار، وحرض القبائل الأخرى لتمد يد المساعدة للحكومة، والتقى بهم في مكان يدعى النصوب، انهزم بعدها المك نمر بعد أن قُتل عدد كبير من أهله وعشيرته. فتلاشت قوة نمر بقتل من قُتل وأسر البقية.

### الانتقال إلى الحبشة ووفاته
وبعد معارك النصوب وأبي دليق، انسحب المك نمر بعدد من أصحابه إلى الحبشة، وفي طريقه إلى هناك أدركه الملك جاويش، وبدد جيشه، فاستعد المك نمر للقتل وفرش، ولكن الملك جاويش أمر جنوده بالكف عن إطلاق النار، وتركه يذهب للحبشة، وأقام عاصمته المتمة في الجبال على بحر السلام. وتوفي المك نمر هناك، ثم استكمل المشوار من بعده ابنه عمر.